# Go-Uda

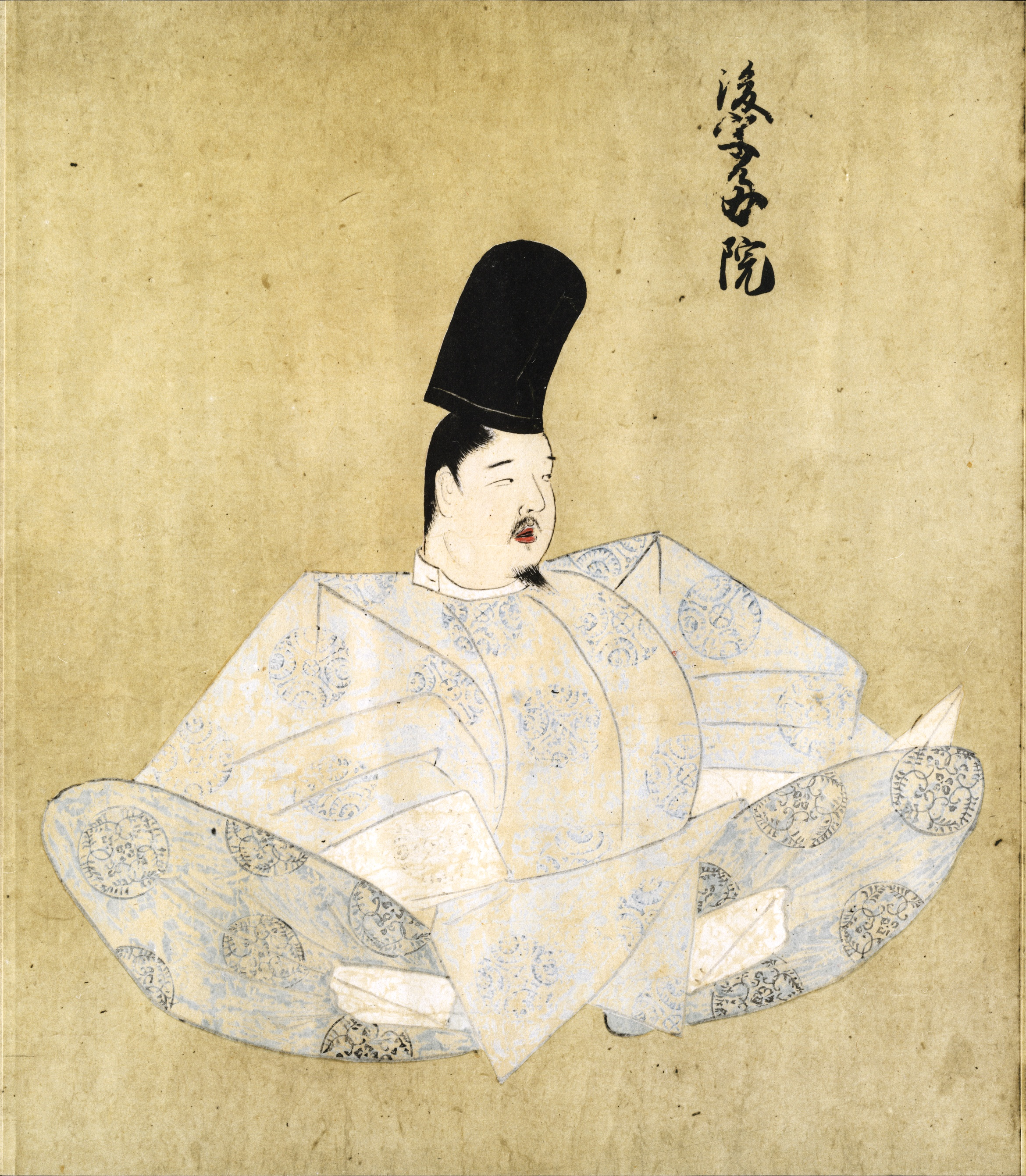
Go-Uda (erste Hälfte 14. Jahrhundert)

Go-Uda (jap. 後宇多天皇, Go-Uda-tennō; * 17. Dezember 1267; † 16. Juli 1324) war der 91. Tennō von Japan (6. März 1274–27. November 1287).
Er war der Vater des Go-Nijō-tennō und des Go-Daigo-tennō. Sein Eigenname war Yohito (世仁).
Die von ihm abstammende Linie hieß Daikakuji-tō (大覚寺統). Dagegen stammt die Linie Jimyōin-tō (持明院統) vom Fushimi-tennō ab.
In seine Regierungszeit fielen die zwei Invasionsversuche der Mongolen. In den Jahren 1274 und 1281 wehrten die militärischen Machthaber, die Shogune, die Einfälle im Nordwesten Kyūshūs ab. Zweimal wurde dabei die von Koreanern gebaute mongolische Flotte von Taifunen vernichtet. Der Legende nach waren diese Winde von den Göttern (Kami) gesandt, daher der Name Kamikaze (Götterwind); allerdings wird nur der zweite Sturm als Kamikaze bezeichnet. 
Am 27. November 1287 zwang ihn der Shogun Prinz Kameyama zur Abdankung als Tennō. Im Jahr 1307 ließ Go-Uda sich ordinieren und lebte als Mönch, zuerst am Tō-ji, dann am Daikaku-ji. In seiner Zeit als Geistlicher widmete er sich vor allem der moralischen und finanziellen Unterstützung der Shingon-shū.